# 비오스나
비오스나(폴란드어: Wiosna)는 폴란드의 사회민주주의, 생태주의, 좌익대중주의, 친유럽 성향의 정당으로, 전직 스웁스크 시장인 로베르트 비에드론(Robert Biedroń)이 이끌고 있다. 비오스나는 폴란드어로 "봄"을 뜻한다. 2019년 2월 3일 할라 토르바르(Hala Torwar)에서 비에드론이 주도한 창당식을 열었으며, 창당 3일 만에 지지율이 15%대를 넘나드는 쾌거를 이루었다. 몰락하는 폴란드 좌파의 새 희망이라고 불린다. 표어로는 '우리는 봄이다!'를 사용하고 있다. 2019년 유럽 의회 선거에서 3석을 얻었다.
2021년 6월 11일, 민주좌파연합과의 통합을 거쳐 신좌파로 흡수되었다.